# Gasoline
Gasoline другий альбом групи Theory of a Deadman який вийшов в 29 березня 2005 року. Альбом складається з 4 пісень які прозвучали у відеогрі Fahrenheit. Це 'Santa Monica', 'No Surprise', 'Say Goodbye' і 'No Way Out'. Вперше альбом був випущений у Канаді під лейблом 604 Records, а потім у США під лейблом Roadrunner Records. У збірці під лейблом 604 Records всі пісні залишилися не змінними, а у збірці Roadrunner Records, була вирізана нецензурна лексика з пісень «No Surprise» і «Me & My Girl».

## Список композицій
| #     | Назва                                | Тривалість |
| ----- | ------------------------------------ | ---------- |
| 1.    | «Hating Hollywood»                   | 3:25       |
| 2.    | «No Way Out»                         | 3:29       |
| 3.    | «No Surprise»                        | 3:40       |
| 4.    | «Quiver»                             | 2:51       |
| 5.    | «Santa Monica»                       | 4:06       |
| 6.    | «Better Off»                         | 2:51       |
| 7.    | «Say Goodbye»                        | 3:04       |
| 8.    | «Hello Lonely (Walk Away from This)» | 4:21       |
| 9.    | «Me & My Girl»                       | 3:40       |
| 10.   | «Since You've Been Gone»             | 4:18       |
| 11.   | «Hell Just Ain't the Same»           | 1:05       |
| 12.   | «Save the Best for Last»             | 4:15       |
| 13.   | «In the Middle»                      | 3:36       |
| 44:41 |                                      |            |

## Музиканти
- Тайлер Конноллі — вокал, соло-гітара
- Дін Бек — бас-гітара
- Дейв Бреннер — ритм-гітара
- Брент Фітц — ударні